# Pancreatitis hereditaria
La pancreatitis hereditaria (HP) es una enfermedad poco frecuente de origen genético que se caracteriza por la aparición de episodios reiterados de pancreatitis aguda que finalmente provocan como secuela una pancreatitis crónica. Se hereda según un patrón autosómico dominante, por lo que generalmente existen varios miembros afectados en la misma familia. Se han detectado varias mutaciones causantes de la enfermedad situadas en el brazo largo del cromosoma 7 (7q35 ), en el gen que codifica el tripsinógeno catiónico o serín-proteína 1. Los pacientes afectados tienen una probabilidad más alta que la población general de desarrollar cáncer de páncreas.

## Genética
La gran mayoría de los casos de HP son causados por sustituciones, en la base 365 (c.365G>A) y en la base 86 del ADNc (c.86A>T) en el gen PRSS1 . Las sustituciones de nucleótidos fueron descubiertas a finales de los años 1990 mediante análisis de ligamiento clásico y ahora se conocen como p.R122H y p.N29I respectivamente, según la sustitución del aminoácido y la posición en la secuencia de la proteína.
Estas mutaciones rara vez se identifican en los exámenes generales de pacientes con enfermedad idiopática y el fenotipo de p.R122H y p.N29I ahora está bien caracterizado con la mutación p.A16V recientemente caracterizada por primera vez. Hay muchas otras mutaciones o polimorfismos raros de PRSS1 que siguen siendo menos comprendidos  y no todas las familias HP han tenido la mutación genética responsable identificada.
El mecanismo por el cual estas mutaciones genéticas causan pancreatitis aún no se conoce, pero es probable que sea el resultado de una mayor autoactivación o una menor desactivación  del tripsinógeno. Sin embargo, recientemente se ha identificado un nuevo mecanismo en una familia p.R116C. 

## Pronóstico
Un estudio realizado en 2009 no encontró exceso de mortalidad en los pacientes con HP en relación con la población general.